# (36832) 2000 SA102
2000 SA102 (asteroide 36832) é um asteroide da cintura principal. Possui uma excentricidade de 0.03070040 e uma inclinação de 4.06577º.
Este asteroide foi descoberto no dia 24 de setembro de 2000 por LINEAR em Socorro.